# Treća liga SR Jugoslavije 1995-1996
La Treća liga SR Jugoslavije 1995-1996 è stata la 4ª edizione della terza divisione di calcio per squadre della Repubblica Federale di Jugoslavia.
Le migliori classificate dei vari gruppi (quelli serbi sono passati da 3 a 6, mentre è rimasto inalterato quello montenegrino) sono state promosse in Druga liga SR Jugoslavije 1995-1996.
Nella stagione successiva la Prva liga venne divisa in due serie "A" e "B", mentre la Druga liga passò a due gironi "Est" ed "Ovest" (quindi scese al terzo livello), mentre i 6 gruppi della Srpska liga e l'unico montenegrino divennero il quarto rango.

## Serbia

### Vojvodina
```
Solunac (Karađorđevo)        74

Dinamo (Pančevo)             71

Cement (Beočin)              71

Mladost (Apatin)             65
Radnički (Sombor)            57
Bačka (Bačka Palanka)        54
Inđija                       45
Rusanda (Melenci)            44
ČSK (Čelarevo)               43
Vrbas                        43
Begej (Žitište)              43
Crvenka                      40
Bačka (Subotica)             40
Sloven Tehnoauto (Ruma)      39
Sremac (Vojka)               39
Radnički (Šid)               36
Srem (Sremska Mitrovica)     31

AIK Bačka Topola             26
```

### Belgrado
```
Palilulac                    79

Zvezdara                     75

Balkan Mirijevo              71

BSK Batajnica                64
Voždovac                     61
Kolubara Lazarevac           51
Železničar                   51
Sremčica                     49
Jugopetrol                   46
Bežanija                     46
Grafičar                     44
Radnički Obrenovac           43
Sinđelić                     39
Trudbenik                    37
Mladost Umčari               34

BASK                         31

IM Rakovica                  24

Vrčin                        13

Borac Banja Luka ritirato
```

### Danubio
Mačva Bogatić, Mladi radnik Požarevac, Rudar Kostolac e Sartid Smederevo promossi in Druga liga

### Moravia
```
Arsenal Kragujevac           77

Šumadija Aranđelovac         76

Polimlje Prijepolje          74

Sušica Kragujevac            59
Slavija                      55
FAP Priboj                   51
Sloga Kraljevo               45
Zlatibor Čajetina            45
Jedinstvo                    44
Takovo Gornji Milanovac      44
Sevojno                      41
Goč Vrnjačka Banja           41
Šumadija Kragujevac          41

Zastava Kragujevac           37

Rudar                        36
Gruža                        35
FRA Čačak                    29
Golija Ivanjica              29
```

### Timok
```
Radnički Pirot               83

Bor                          73

Radnički Svilajnac           69
Trajal Kruševac              67
Trstenik                     56
Timok Zaječar                48
Majdanpek                    46
Kopaonik Brus                46
Napredak Pirot               45
Đerdap Kladovo               44
Napredak Kušiljevo           43
Cement Popovac               42
Župa Aleksandrovac           42
Timočanin Knjaževac          41
Poreč D. Milanovac           40
Sloga Despotovac             39
Jagodina                     37
Borac Bivole                 12
```

### Niš
Dubočica Leskovac  e Sinđelić Niš promossi in Druga liga

## Montenegro
Promossi in Druga liga SR Jugoslavije 1996-1997 :
- Igalo (vincitore)
- Čelik Nikšić (2º classificato)
- Mladost Podgorica (3º classificato)
- Iskra Danilovgrad (4º classificato)